# Tranvia Vercelli-Casale
La tranvia Vercelli-Casale, esercita con trazione a vapore, faceva parte di un vasto insieme di collegamenti che si irradiavano nelle province di Novara e Vercelli.
Inaugurata nel 1886, era esercita da una società costituita con capitali belgi e rimase in esercizio fino al 1935.

## Storia

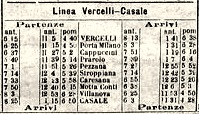
Orario del 1888

Realizzata dall'impresa dell'allora celebre costruttore Ercole Belloli, che per l'occasione coniò lo slogan "Tramvia significa via del bene", la tranvia venne inaugurata il 23 dicembre 1886 dopo l'esito positivo del collaudo, avvenuto cinque giorni prima. Il percorso veniva coperto in circa due ore.
L'impianto era gestito dalla Società per le Ferrovie del Ticino, che arrivarono ad esercire un'estesa rete di ferrovie e tranvie fra il Piemonte e la Lombardia.
Il servizio proseguì regolarmente fino a metà degli anni venti, quando la diffusione delle tranvie elettriche prevalse nei confronti di quelle con trazione a vapore, mettendo queste ultime in condizioni di sfavore; l'assenza di traffici significativi, stante il calo demografico registrato in quegli anni, e la vocazione prevalentemente agricola del territorio contribuirono a penalizzare i risultati di esercizio, finché la linea venne chiusa il 20 novembre 1934 e poi smantellata.

## Caratteristiche
La tranvia Vercelli-Casale risultava collocata geograficamente più a est rispetto alla preesistente ferrovia Vercelli-Casale, motivo per il quale i due impianti attuavano solo una modesta concorrenza.
Armata con un binario dello scartamento ordinario di 1.445 mm, la linea misurava complessivamente 28,146 km, presentava pendenze massime del 30 per mille e curve che scendevano al raggio minimo di 50 metri.

### Percorso
| Unknown route-map component "CONTgq" | Station on transverse track | Unknown route-map component "CONTfq" |

| Unknown route-map component "uexKBHFa" |

| Unknown route-map component "uexBHF" |

| Unknown route-map component "uexBHF" |

| Unknown route-map component "uexCONTgq" | Unknown route-map component "uexABZgr" |  |

| Unknown route-map component "uexBHF" |

| Unknown route-map component "uexBHF" |

| Unknown route-map component "uexBHF" |

| Unknown route-map component "uexBHF" |

| Unknown route-map component "uexBHF" |

| Unknown route-map component "uexBHF" |

| Unknown route-map component "uexBHF" |

| Unknown route-map component "exSTR+l" | Unknown route-map component "uexmKRZ" | Unknown route-map component "exCONTfq" |

| Unknown route-map component "CONTgq" | Unknown route-map component "eABZql" | Unknown route-map component "uxmKRZ" | Unknown route-map component "CONTfq" |  |

| Unknown route-map component "uexBHF" |

| Unknown route-map component "uexBHF" |

|  | Unknown route-map component "uexWBRÜCKE1" |

| Unknown route-map component "uexBHF" |

| Unknown route-map component "uexBHF" |

| Unused urban continuation forward |

Dalla stazione tranviaria di Vercelli, prossima a quella ferroviaria e a quella delle tranvie SATV per Trino, Aranco e Biella e che sorgeva nel lato sud della strada di Gattinara, i tram raggiungevano il quartiere di porta Milano, per lasciare sulla sinistra il binario per Fara. 

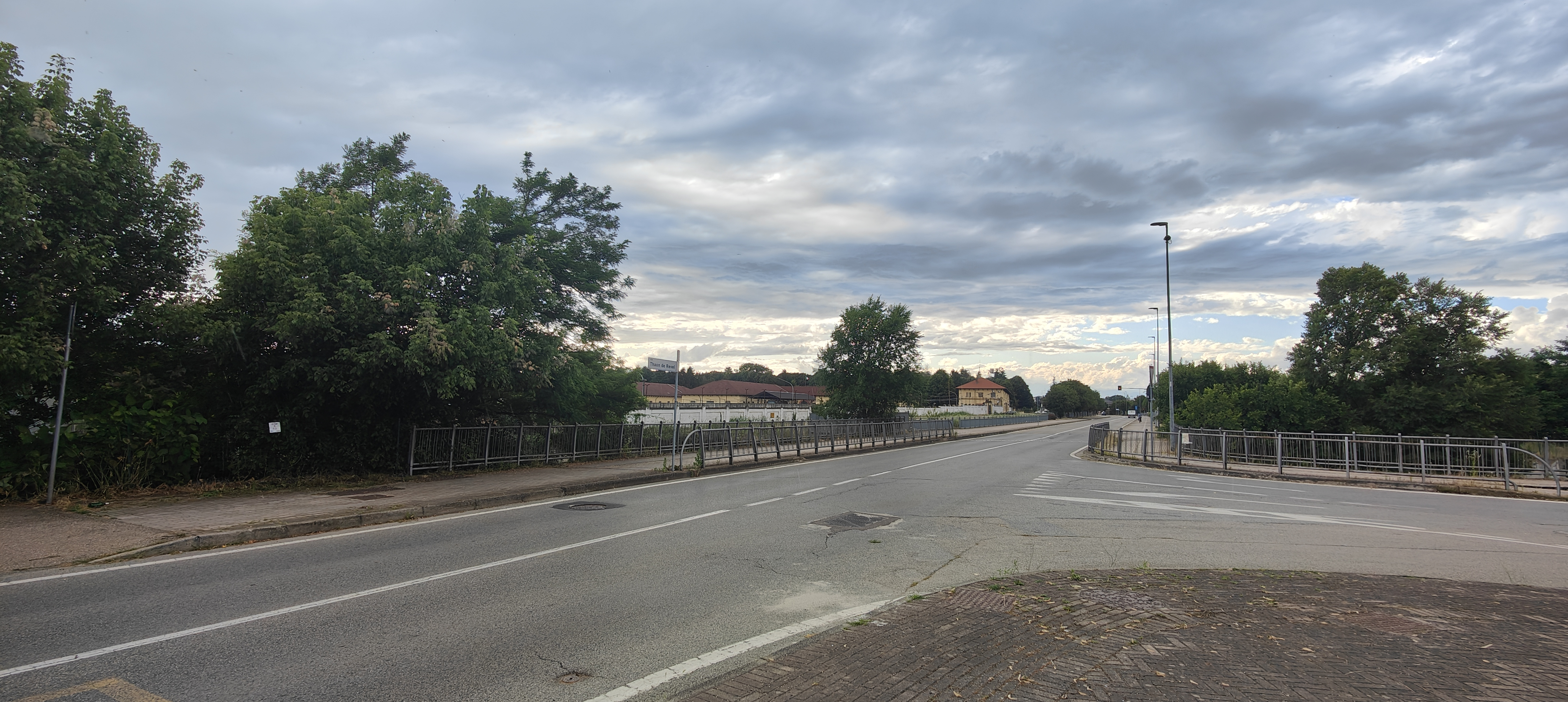
Vercelli zona via Thaon de Revel, dopo corso Giovanni Paolo II (già strada Casale); in fondo la caserma Scalise: questa la zona dove scorreva la via ferrata della tranvia

Con una curva e una controcurva verso sud ci si immetteva dunque in quello che in seguito divenne corso papa Giovanni Paolo II, proseguendo su via Thaon de Revel e servendo con un'apposita fermata il borgo dei Cappuccini.
Il binario tranviario seguiva poi corso Casale e la strada provinciale 31, attraversando nell'ordine Prarolo, Pezzana e Stroppiana; da qui la strada, e con essa la tranvia, volgeva ad est alla volta di Caresana, località servita dai tram che poi proseguivano su corso Roma (verso la chiesa di San Giorgio), dirigendosi verso sud lungo il tracciato della provinciale 23, attraversando Motta de' Conti e Villanova Monferrato,  fino alla strada Vecchia Vercelli che, intersecato due volte il tracciato della ferrovia Mortara-Casale, conduceva infine al capolinea di Casale Monferrato Rondò.

## Materiale rotabile
Per il servizio sulle proprie linee sociali del Vercellese e Novarese, le SFT disponevano di diversi gruppi di locomotive tranviarie a vapore a due assi; per le linee Vercelli-Fara e Vercelli-Casale, in particolare, furono acquistate sei unità, numerate 30-35, costruite da Henschel & Sohn nel 1884. Tali unità, del peso a vuoto di 1,5 t, potevano raggiungere la velocità massima di 30 km/h.